# Yuri Landman
Yuri Landman (Zwolle, 1. veljače 1973.) je nizozemski glazbenik, eksperimentator i izumitelj glazbenih instrumenata koji je proizveo nekoliko eksperimentalnih električnih žičanih instrumenata za brojne svjetski poznate izvođače, među kojima su gitaristi Lee Ranaldo i Thurston Moore iz grupe Sonic Youth, skupina Liars, Jad Fair iz grupe Half Japanese, Liam Finn, Laura-Mary Carter i Einstürzende Neubauten.

## Život i karijera
Gostujući je glazbenik mnogih međunarodno cijenjenih glazbenih i umjetničkih festivala, te često surađuje s plesnim umjetnicima i glazbenicima diljem Europe. Landman karijeru započinje kao crtač stripova i grafičkih novela za koje je dobivao važne nagrade, no nakon 2006. godine odlučuje napustiti karijeru strip crtača i potpuno se posvetiti gradnji instrumenata. Od 2013. stvarao je solo izvedbu sa svojim jedinstvenim instrumentima, pjesmama nekonvencionalnih struktura sastavljenih od telefona, tvrdih diskova, lutki, limenki soda, metronoma, brusnog papira, motoriziranih mehanizama, metalnih udaraljki, kalimbe i gudača.

## Diskografija

### Albumi
- Zoppo - Chi Practica Lo Impare Zoppicare, lp, 1997
- Zoppo - Belgian Style Pop, cd, 1998
- Avec-A - Vivre dans l'aisance, cd, 2004
- Yuri Landman Ensemble feat. Jad Fair y Philippe Petit - That's Right, Go Cats, cd/lp 2012
- Bismuth - s/t, LP, April 2014 Geertruida Records

### Dokumentarni film
- Alles Tot Dit, 2013.

## Vanjske poveznice
- hypercustom.nl  Arhivirana inačica izvorne stranice od 27. rujna 2019. (Wayback Machine)